# St. Louis (Michigan)
St. Louis – miasto w Stanach Zjednoczonych, w stanie Michigan, w hrabstwie Gratiot.